# 木下伊平
木下 伊平（きのした いへい、前名・辨一郎、1872年〈明治5年〉2月6日 - 没年不明）は、日本の農民、林業家、資産家、和歌山県多額納税者。族籍は和歌山県平民。

## 経歴
和歌山県・木下伊平の長男。1904年、家督を相続し前名・辨一郎を改める。祖業を継ぎ農業、林業を営み、県下の多額納税者である。1937年、退隠する。

## 人物
県下有数の山林業者である。貴族院多額納税者議員選挙の互選資格を有する。趣味は茶道、生花。住所は和歌山県伊都郡妙寺町（現・かつらぎ町）、京都市上京区丸太町橋西詰南入。

## 家族・親族
木下家
木下家は和歌山県妙寺町の資産家で、数代以前迄は屋号を「木綿屋」と称し木綿商を営んだが、その後これを廃して植林を営み農業に従事する。
- 父・伊平（和歌山平民）[1]
- 母・カツ（1848年 - ?、和歌山、木下佐助の長女）[1][9]
- 妻・さわ（1879年 - ?、兵庫、堀謙治郎の養子[9]、堀真一の養姉[10]）
- 長女・さだ（1902年 - ?、大阪、西尾與右衛門の妻）[10]
- 二女・ひろ（1905年 - ?、奈良、北村謹次郎の妻）[10]
- 三女[9]
- 長男・伊平（1907年 - ?、前名・篤一郎、和歌山県多額納税者、農林業）[11] - 宗教は真言宗[11]。住所は京都市上京区丸太町橋西詰南入[11]。
- 二男[9]
- 妹[1][5]

親戚
- 妹の夫
  - 北村又左衛門[1]（奈良県多額納税者、北村林業取締役）
  - 北村宗四郎[9]（奈良県多額納税者、林業、酒造業、北村林業取締役）
- 二女の夫・北村謹次郎（北村又左衛門の弟）[10]（北村林業取締役）